# Johann Strauss-Theater
Le Johann Strauß-Theater est un théâtre de Vienne, dans le quartier de Wieden, qui fut un lieu important de l'opérette viennoise.

## Histoire
Le théâtre de la Favoritenstraße, œuvre de l'architecte Eduard Prandl, d'une capacité de 1 200 places, est inauguré le 31 octobre 1908 avec la représentation de l'opérette Indigo und die 40 Räuber de Johann Strauss II.
Ici sont données de nombreuses premières, notamment de Princesse Czardas d'Emmerich Kálmán en 1915, qui y est donnée ensuite 500 fois. Le compositeur Richard von Goldberger écrit un certain nombre d'opérettes à succès. En 1925, Franz Lehár y présente Paganini. En 1928, Joséphine Baker y présente sa revue, après son interdiction au Ronacher, car ce dernier n'avait pas la licence pour la présenter.
En raison de la crise économique mondiale en 1929 et de l'arrivée du cinéma parlant, le théâtre connaît des difficultés financières. En conséquence, on demande à l'architecte Carl Witzmann d'en faire un lieu pour le cinéma et pour la variété. Le bâtiment de 1 400 places est inauguré le 30 septembre 1931 sous le nom de "Scala".
Entre 1948 et 1956, le bâtiment est occupé par l'autorité soviétique. La Neue Scala propose des pièces avec une ambition artistique, que la critique déteste pour des raisons politiques, comme lors du boycott de Bertolt Brecht. Peu après le départ de l'autorité soviétique, le dernier spectacle est donné le 30 juin 1956. Le théâtre est détruit en 1959 et 1960, le premier d'une série qui comprendra le Bürgertheater et le Stadttheater. Des décennies plus tard, le terrain vacant devient un immeuble de logements au lieu d'un projet de parc.

## Premières
- Bub oder Mädel, opérette de Bruno Granichstaedten, le 13 novembre 1908
- Das Fürstenkind, opérette de Franz Lehár, le 7 octobre 1909
- Der Zigeunerprimas, opérette d'Emmerich Kálmán, le 11 octobre 1912
- Der Nachtschnellzug, Opérette de Leo Fall, le 20 décembre 1913
- Das dumme Herz, opérette de Carl Michael Ziehrer, le 27 février 1914
- Rund um die Liebe, opérette d'Oscar Straus, le 9 novembre 1914
- Princesse Czardas, opérette d'Emmerich Kálmán, le 17 novembre 1915
- Die Faschingsfee, opérette d'Emmerich Kálmán, le 21 septembre 1917
- Das Hollandweibchen, opérette d'Emmerich Kálmán, le 30 janvier 1920
- Eine Sommernacht, opérette de Robert Stolz, le 23 décembre 1921
- Bajazzos Abenteuer, opérette de Michael Krasznay-Krausz, 1923
- Ein Märchen aus Florenz, opérette de Ralph Benatzky, le 14 septembre 1923
- Paganini, opérette de Franz Lehár, le 30 octobre 1925
- Evelyne, opérette de Bruno Granichstaedten, le 6 janvier 1928
- Das Veilchen von Montmartre, opérette d'Emmerich Kálmán, le 21 mars 1930
- Der süßeste Schwindel der Welt, opérette de Robert Stolz, le 21 décembre 1937